# اوتوا ما
اوتوا ما پایتخت و بزرگ‌ترین روستا در منطقه شهرداری اوتوه در آبخوست و ایالت کوسرائی در کشور ایالات فدرال میکرونزی است.

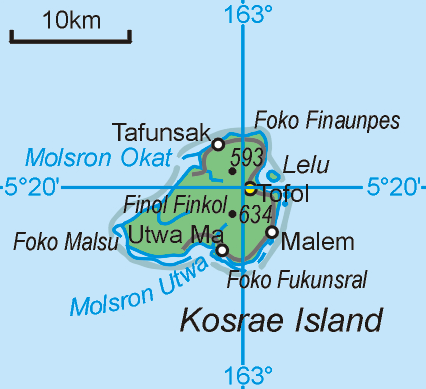
نقشه آبخوست کوسرائی

## ریشه نام
«اوتوا ما» در زبان کوسرائیایی به معنی «روستای اوتوه» است.

## جغرافیا
اوتوا ما در دهانه رودخانه فینکل قرار دارد.

## آب و هوا
| داده‌های اقلیم اوتوا ما  | داده‌های اقلیم اوتوا ما | داده‌های اقلیم اوتوا ما | داده‌های اقلیم اوتوا ما | داده‌های اقلیم اوتوا ما | داده‌های اقلیم اوتوا ما | داده‌های اقلیم اوتوا ما | داده‌های اقلیم اوتوا ما | داده‌های اقلیم اوتوا ما | داده‌های اقلیم اوتوا ما | داده‌های اقلیم اوتوا ما | داده‌های اقلیم اوتوا ما | داده‌های اقلیم اوتوا ما | داده‌های اقلیم اوتوا ما |
| ماه                     | ژانویه                 | فوریه                  | مارس                   | آوریل                  | مه                     | ژوئن                   | ژوئیه                  | اوت                    | سپتامبر                | اکتبر                  | نوامبر                 | دسامبر                 | سال                    |
| ----------------------- | ---------------------- | ---------------------- | ---------------------- | ---------------------- | ---------------------- | ---------------------- | ---------------------- | ---------------------- | ---------------------- | ---------------------- | ---------------------- | ---------------------- | ---------------------- |
| میانگین بیش‌ترین °C (°F) | ۳۰ (۸۶٫۱)              | ۳۰ (۸۶٫۶)              | ۳۰ (۸۶٫۳)              | ۳۱ (۸۶٫۹)              | ۳۰ (۸۶٫۷)              | ۳۱ (۸۷)                | ۳۱ (۸۷)                | ۳۱ (۸۷٫۱)              | ۳۱ (۸۷٫۴)              | ۳۱ (۸۷٫۱)              | ۳۰ (۸۶٫۴)              | ۳۰ (۸۶٫۷)              | ۳۰ (۸۶٫۸)              |
| میانگین کم‌ترین °C (°F)  | ۲۴ (۷۵٫۱)              | ۲۴ (۷۵٫۷)              | ۲۴ (۷۵٫۴)              | ۲۴ (۷۵٫۶)              | ۲۴ (۷۵٫۳)              | ۲۴ (۷۴٫۷)              | ۲۴ (۷۵)                | ۲۴ (۷۵٫۲)              | ۲۴ (۷۵٫۳)              | ۲۴ (۷۵٫۴)              | ۲۴ (۷۵)                | ۲۴ (۷۵٫۳)              | ۲۴ (۷۵٫۳)              |
| بارندگی میلی‌متر (اینچ)  | ۴۴۰ (۱۷٫۳)             | ۳۳۰ (۱۲٫۸)             | ۴۰۰ (۱۵٫۹)             | ۵۲۰ (۲۰٫۳)             | ۴۳۰ (۱۷)               | ۴۲۰ (۱۶٫۴)             | ۳۸۰ (۱۴٫۹)             | ۳۷۰ (۱۴٫۴)             | ۳۸۰ (۱۵٫۱)             | ۳۳۰ (۱۲٫۸)             | ۳۷۰ (۱۴٫۷)             | ۴۴۰ (۱۷٫۴)             | ۴٬۸۰۰ (۱۸۹)            |
| منبع: Weatherbase       |                        |                        |                        |                        |                        |                        |                        |                        |                        |                        |                        |                        |                        |